# Администрация Западной Армении
Администрация Западной Армении — российское временное военное генерал-губернаторство, действовавшее в 1915—1918 годах на занятой российскими войсками во время Кавказской кампании Первой мировой войны территории Османской империи.

## 1915 год
С апреля 1915 года, под видом депортации армян из прифронтовой полосы, турецкие власти начали фактическое уничтожение армянского населения. В ряде мест армянское население оказало туркам организованное вооружённое сопротивление. В частности, на подавление восстания в городе Ван была направлена турецкая дивизия, блокировавшая город. Оборону города возглавил Арам Манукян, под руководством которого восставшие продержались до подхода русских войск.
К лету 1915 года в В Ване скопилось около четверти миллиона армянских беженцев — как жителей прифронтовой полосы, так и беженцев, спасавшихся от развязанного турками геноцида. В результате битвы при Манцикерте туркам удалось несколько продвинуться вперёд, и русские войска были вынуждены на время оставить Ван. В этих обстоятельствах Арам Манукян и Самсон Арутюнян организовали эвакуацию беженцев в Вагаршапат.

## 1915—1916. Возвращение в Ван

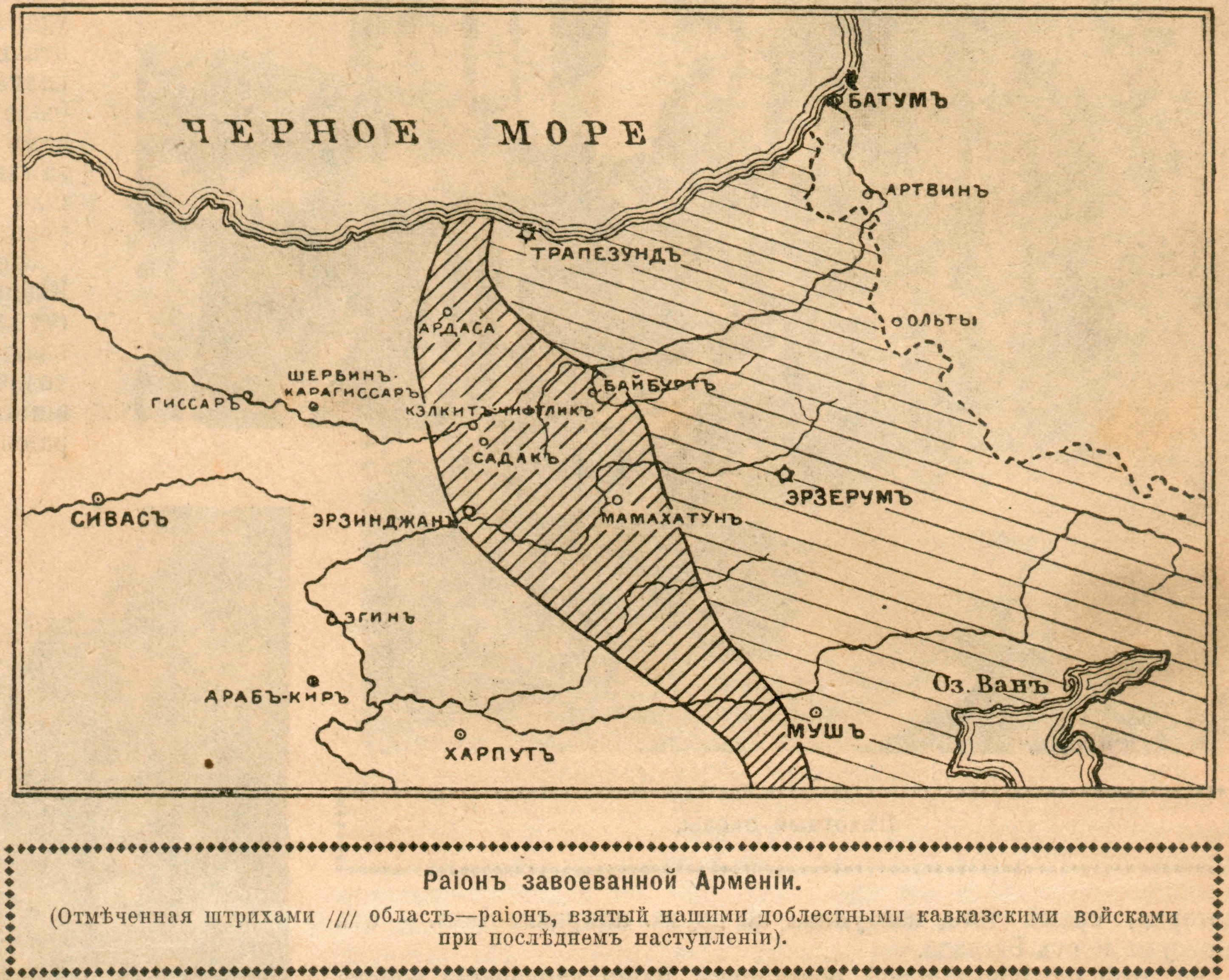
Территория исторической (турецкой) Армении, занятая русскими войсками к лету-осени 1916 года

Зимой 1915 года турецким войскам пришлось отступить, и Арам Манукян вернулся в Ван, возглавив местное правительство. Он принял строгие меры против грабежей и сумел вновь запустить некоторые мельницы и пекарни, что позволило обеспечить население хлебом. В Ван начали возвращаться те, кто бежал в район Эривани.

Кавказский фронт 1914—1916 гг.

Местным правительством были организованы общественные фермы, на которых стало работать до 40 % взрослого мужского населения Вана. Началось производство оружия и боеприпасов. Местное правительство попыталось ввести налоги, но население их проигнорировало.

## Российская администрация
В первый период войны на завоеванных российскими войсками территориях Западной Армении создавались обособленные друг от друга военно-административные единицы (Алашкертский, Баязетский, Диадинский и другие округа), начальники которых подчинялись командирам соединений Кавказской армии, дислоцированных в данном округе.
5 июня 1916 года Николай II утвердил «Временное положение по управлению территориями Турции, занятыми по праву войны». Оно предусматривало создание временного военного генерал-губернаторства, которое разделялось на четыре области: Ванскую, Хнусскую, Эрзерумскую и Понтийскую. Они, в свою очередь, разделялись на 29 округов. Как правило, главами округов и областей назначались русские генералы, полковники и другие офицеры. В городах и районах предусматривалось создать департаменты полиции первого, второго и третьего рангов. Армянским представителям высшие посты не доверялись, их назначали на второстепенные должности.

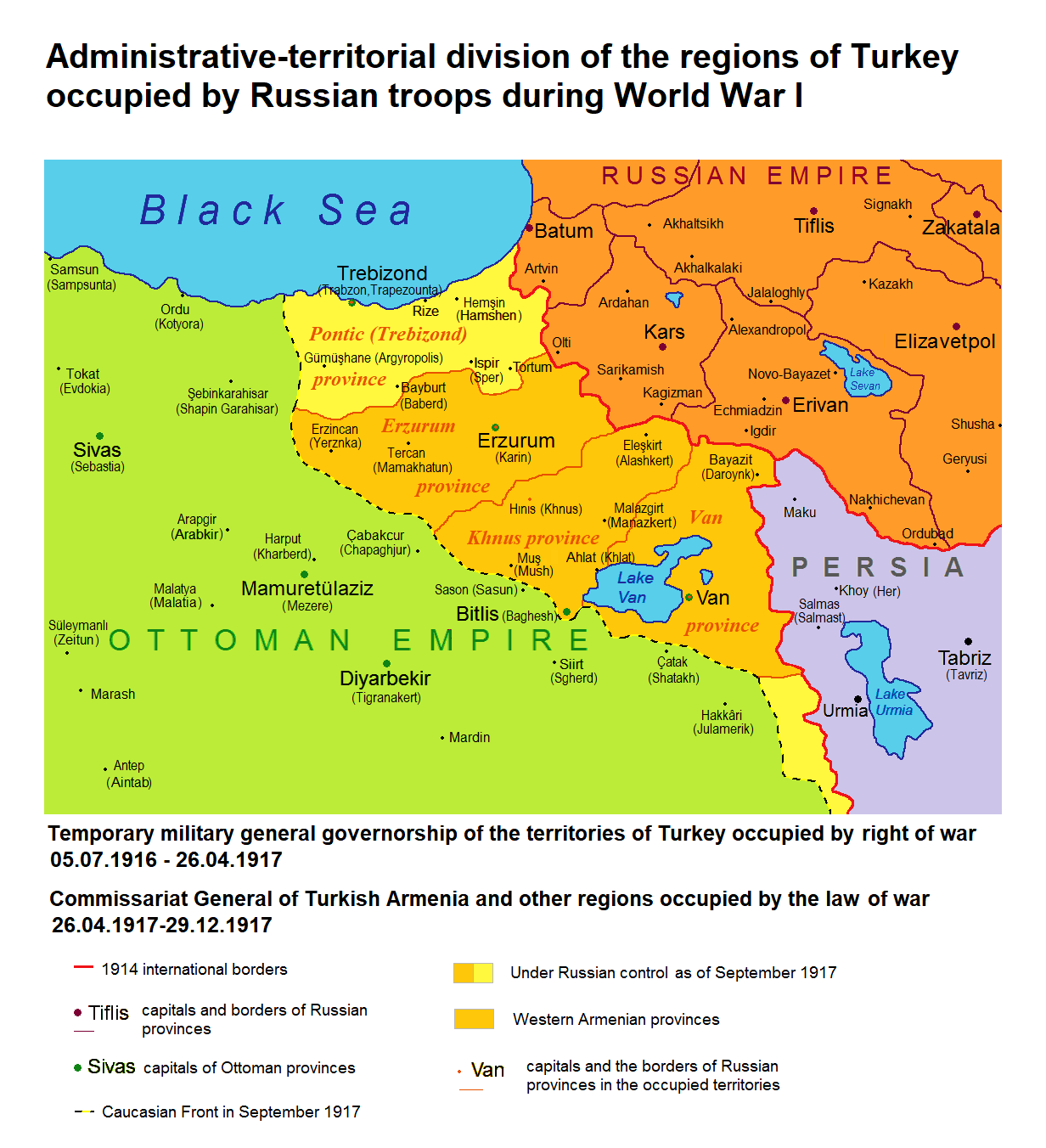
Административно-территориальное деление регионов Турции, оккупированных русскими войсками в годы Первой мировой войны 1916—1917 гг.

На каждом участке должно было быть 2 переводчика (письменный и устный драгоманы), 3 урядника и 26 стражников. В округе предусматривались следующие штаты:
- Помощник начальника по полицейской части (он же начальник окружной военно-полицейской стражи);
- 3 переводчика;
- Полицейская стража — 1 вахмистр, 12 урядников, 53 конных стражника и 54 пеших стражника (всего 121 чин полиции).

В статье 8 Положения указывалось, что цели и задачи генерал-губернаторства заключались в следующем:

… восстановлении и поддержании спокойствия и порядка, охране жизни, чести, имущества, религиозной и гражданской свободы население и обеспечении последнему, при полном равенстве перед российским правительством всех народностей, возможности мирного спокойного труда на почве безусловного подчинения русской власти
6 сентября 1916 года были учреждены штаты городских полицейских управлений. На территорию генерал-губернаторства были командированы сотни полицейских из России (значительная их часть ранее служила на территории Польши, оккупированной немцами в 1915 году).
Официальным языком генерал-губернаторства был русский, но власти должны были использовать при необходимости местные языки.
Единого жандармского управления на территории генерал-губернаторства создано не было.

## Действия и дальнейшие планы России

План раздела владений Порты и установления сфер влияния и контроля в этих арабских областях и зонах по секретному соглашению Сайкса-Пико 1916 года после предполагаемого крушения Османской империи в ходе Первой мировой войны.
оккупировано Францией
оккупировано Великобританией
оккупировано Россией
Зона «A», французский протекторат
Зона «B», британский протекторат
Международные зоны

В апреле 1915 года Юденич писал Воронцову-Дашкову, что армяне желают заселить свои земли беженцами, пострадавшими от геноцида армян. Сам Юденич предлагал выгоднее было бы заселить пограничье переселенцами с Кубани и Дона, образовав там новое казачье войско.
18 июня 1916 года были установлены временные правила по управлению освобожденными армянскими территориями. Кроме того, российская сторона настояла на публикации осуждавшего убийства армян коммюнике союзников от 24 мая 1915 года.
В то же время, Кавказский фронт, считаясь второстепенным театром боевых действий, испытывал постоянные трудности со снабжением. Поэтому продвижение российских войск вглубь Анатолии происходило лишь в той мере, в которой оправдывалось военными соображениями; министр иностранных дел С. Д. Сазонов, по словам английского посла Бьюкенена, выразил намерение русского правительства «занять как можно меньше земель к западу от Эрзерума».
Не упрощали ситуация для армянского населения и антиармянские настроения, которые разделялись рядом старших начальников. Так, организатор массового выселения
евреев из прифронтовой зоны на российском Западном фронте в 1915 году генерал Янушкевич, помощник наместника Кавказа великого князя Николая Николаевича по военным вопросам и главный начальник снабжения Кавказской армии, называл армян «такими же, как евреи», а бывшего наместника Кавказа графа Воронцова-Дашкова некоторые из его сослуживцев критиковали за «излишне проармянскую политику».
Однако российские власти и общественность предпринимали усилия по предоставлению гуманитарной помощи беженцам (сперва только христианам, а с весны 1916 года — и мусульманам), для чего было организовано специальное ведомство во главе с генералом Михаилом Тамамшевым. При содействии Всероссийского союза городов была организована сеть столовых на оккупированных российской армией территориях.
В то же время, в августе 1916 года командующий Кавказской армией генерал Юденич запретил армянским беженцам возвращаться на покинутые ими земли: «возвращение жителей на занятые нами в Турции земли преждевременно, так как усложнит и без того сложный вопрос поставок продовольствия в эти регионы». Позднее генерал-губернатор генерал Пешков публично обосновал этот запрет нежеланием провоцировать «нежелательную панику и ненужные жертвы», имея в виду опыт эвакуации российской армией в августе 1916 года перед лицом турецкого наступления 50 тысяч армян из Вана, Битлиса и Муша в Басен и Игдыр: после этой эвакуации российские власти столкнулись с проблемой снабжения переселенцев продовольствием и медикаментами.
В связи с продовольственной проблемой весной 1915 года Юденич выступил также с предложением переселить в брошенные курдами районы Алашкерта, Диядина и Баязета казаков, которые наряду с армянами должны были бы обеспечивать провизией 4-й казачий корпус, что, впрочем, так и не было реализовано.
Во время ведения боевых действий, российская армия по возможности заблаговременно отселяло местное население из прифронтовой полосы, чтобы снизить потери гражданского населения. Так, около Эрзерума более 10 тысяч армян из десятиверстовой прифронтовой зоны были переселены непосредственно в город. Кроме того, местные жители, как курды, так и армяне, привлекались к работам — в частности, по очищению дорог и городов от трупов, могущих быть переносчиками инфекционных заболеваний.
Помимо преследовавших военные и гуманитарные цели переселений армянского населения российскими властями, генерал-губернатор Пешков планировал и более масштабную акцию, имевшую в виду территориально разделить, во избежание конфликтов, армян и курдов, переселив первых — к востоку от озера Ван, а вторых — к югу. В районах Трапезунда и Эрзерума, по мысли Пешкова, должно было быть разрешено проживание только тех армян, которые проживали в этих регионах в довоенное время. Этот план, впрочем, также не был претворен в жизнь.
Протесты армянского населения вызвало принятое в июне 1915 года решение командующего Араратским отрядом генерал-майора Николаева разрешить курдам вновь поселиться в окрестностях Вана. В то же время, нередки случаи насилия российских войск (особенно армянских добровольцев и казаков) в отношении курдов — грабежи, убийства, принудительные выселения целых деревень.
Пришедшее к власти после Февральской революции 1917 года Временное правительство пообещало проводить политику поддержки армянских интересов.

## 1917 год
В 1917 году в Западную Армению переселилось порядка 150 тысяч армян, которые стали строить дома и начали обрабатывать землю, рассчитывая осенью 1917 года собрать урожай. Армен Гаро и другие армянские политики начали вести кампанию за перевод армянских воинских частей с германского фронта на Кавказ.
26 апреля 1917 года было опубликовано решение Временного правительства «Об управлении Турецкой Армении». Им предусматривалось передать гражданское управление Турецкой Армении и других областей, занятых по праву войны, от кавказских властей, а также военных властей непосредственно Временному правительству. Гражданское управление возлагалось на генерал-комиссара. 19 мая 1917 года генерал-комиссаром Турецкой Армении и других областей, занятых по праву войны, был назначен генерал Пётр Аверьянов.

## 1918 год
В соответствии с подписанным в марте 1918 года в Брест-Литовске мирным договором между Россией и Четверным союзом, Карс, Ардаган и Батум переходили Османской империи. В апреле 1918 года Закавказский сейм провозгласил независимость Закавказья и образование Закавказской Демократической Федеративной Республики. Однако Османская империя желала воспользоваться выгодной ситуацией на фронте, и турецкие войска продвигались вперёд. В апреле армянские части из района Вана были вынуждены уйти на территорию Ирана, однако севернее, в результате Сардарапатского сражения, армянам удалось остановить турецкое наступление, и в мае 1918 года была провозглашена Республика Армения. 4 июня 1918 года был подписан Батумский договор, между Османской империей и тремя, ранее провозгласившими независимость закавказскими республиками: Азербайджаном, Арменией и Грузией.
Турции переходила значительная часть Восточной Армении. Под юрисдикцией Республики Армения оставалась лишь незначительная территория площадью в 12 000 км². Армения имела право лишь на ограниченное количество войск. Контроль над железными дорогами переходил Турции, а также Турция оставляла за собой право на переброску войск в Азербайджан через Армению. Армянские национальные воинские части должны были покинуть Баку и подлежали расформированию. 30 октября 1918 года Османская империя подписала Мудросское перемирие и вышла из войны. 11-я статья подписанного перемирия предусматривала эвакуацию турецких войск из Закавказья, причём оставшиеся войска должны были быть удалены, «если союзники потребуют того при изучении положения на местах». 24-я статья утверждала, что «В случае беспорядков в одном из армянских вилайетов союзники сохраняют за собой право занять часть его».

## Попытки добиться международного признания

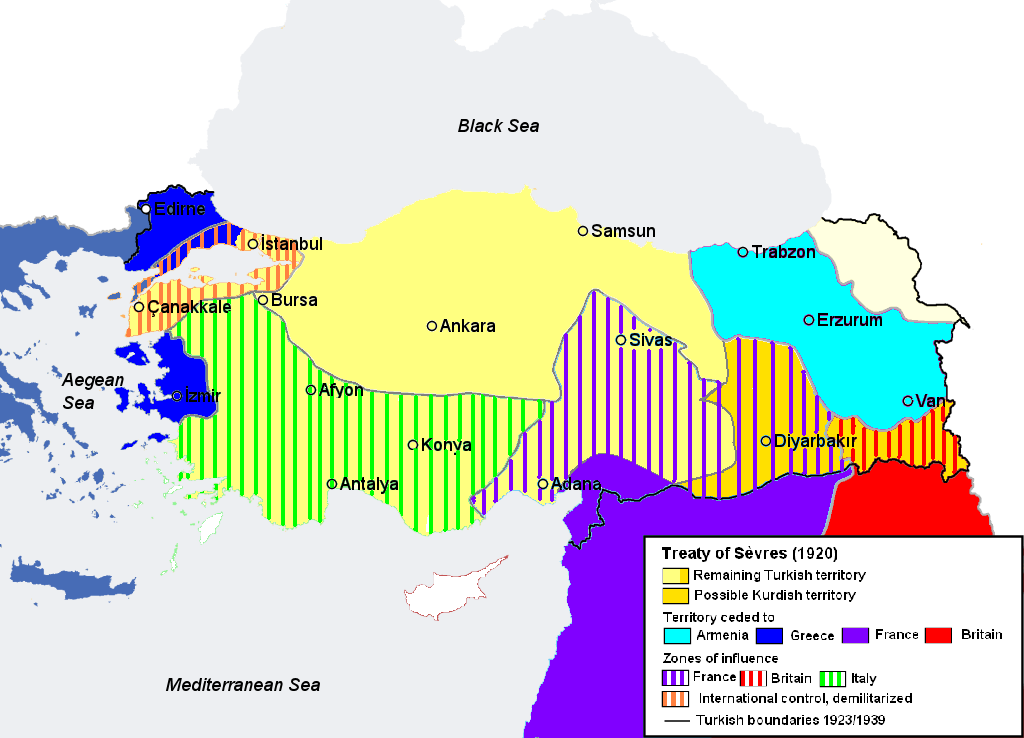
Предлагавшийся по Севрскому договору раздел Османской империи. Светло-жёлтым показана территория, которая должна была отойти Турции; тёмно-жёлтым — территория Курдистана, голубым — территория, отходившая к Армении, синим — Греции. Заштрихованы зоны влияния Великобритании (красным), Франции (сиреневым), Италии (зелёным) и международная демилитаризованная зона проливов.

После завершения войны одним из вопросов для победивших держав, был вопрос о судьбе бывшей Османской империи. Ллойд Джордж побуждал Вудро Вильсона объявить Турецкую Анатолию (и, в частности, Западную Армению) мандатной территорией. «Вильсоновская Армения» стала частью Севрского договора 1920 года.
Однако Севрский договор был подписан султанским правительством, а созванное в Анкаре Мустафой Кемалем Великое национальное собрание Турции отказалось ратифицировать этот договор. В сентябре 1920 года началась армяно-турецкая война; кемалистские войска быстро вытеснили армянские части из Западной Армении. По Александропольскому договору Карсская область отошла Турции. В районах, отходивших к Турции, теоретически признавалась возможность плебисцита, но при этом Армения признавала их «неоспоримую историческую, этническую и юридическую связь с Турцией». Кроме того, Армения была вынуждена признать Севрский мирный договор аннулированным. Конкретные вопросы прохождения армяно-турецкой границы были решены Московским договором 1921 года и Карсским договором 1921 года.
Подписанный Турцией в 1923 году со странами Антанты Лозаннский мирный договор заменил Севрский мирный договор. В Лозаннском договоре Турции удалось добиться отказа от создания «национального очага» армян. Администрация Западной Армении окончательно стала историей.